# Champ Car
A Champ Car egy amerikai együléses autóverseny-sorozat. 2008-ban megszűnt.

## Története

### 1979
1978-ban 18 csapat szembefordult az akkori felügyelő szervvel, a USAC-kel és létrehozták a saját érdekvédelmi szervezetüket, a CART-ot. 1979-ben a CART az SCCA támogatásával elindította a saját bajnokságát. Az USAC és a CART közti csata következtében 1981-ben és 1982-ben az Indy500 nem volt része a bajnokságnak.
1984-től együtt rendezték meg a bajnokságot, az USAC felügyelte az Indy500-at a CART az összes többi versenyt. Ebben az időben a széria egyre sikeresebb lett, a nézettsége több helyen felülmúlta a Formula–1-ét.

#### 1996
Miután az Indianapolis Motor Speedway vezetője, Tony George, többszöri próbálkozás után sem tudta felvásárolni az IndyCar-t, kivette az Indy500-at a bajnokságból és új sorozatot szervezett köré Indy Racing League néven. Egy bírósági ítélet értelmében egyik széria sem használhatta az IndyCar, és Champ Car nevet 2003-ig. Tony George új sorozatát 2003-ig Indy Racing League-nak hívták, majd 2003-tól IndyCar-nak, az utód szériát 2003-ig CART-nak, majd Champ Car-nak.

#### 2003
A 2000-es évek elejétől a CART-ot birtokló csapatok folyamatosan távoztak a rivális Indy Racing League-be. A széria 2003-ban felvette a Champ Car nevet. 2003 végén csődbe ment a CART, amit Paul Gentiluzzi, Gerard Forsythe és Kevin Kalkhoven felvásárolt és Open Wheel Racing Series néven újjászervezték a szerzetet.

#### 2008
A szezon kezdete előtt a Champ Car csődöt jelentett. A Champ Car-os csapatok egy része az IndyCar-ban folytatta.   A 2008-as szezon 3. versenyeként megrendezték, párhuzamosan az IndyCar Motegi futamával, a Long Beach-i versenyt, ami a Champ Car utolsó versenye volt, és Will Power nyerte.

## Bajnokok
| Év                                                              | Pilóta                    | Csapat                     | Kasztni/Motor             |
| SCCA/CART Indy Car Series                                       | SCCA/CART Indy Car Series | SCCA/CART Indy Car Series  | SCCA/CART Indy Car Series |
| --------------------------------------------------------------- | ------------------------- | -------------------------- | ------------------------- |
| 1979                                                            | Rick Mears                | Team Penske                | Team Penske/Cosworth-Ford |
| PPG Indy Car World Series                                       |                           |                            |                           |
| 1980                                                            | Johnny Rutherford         | Chaparral Racing           | Chaparral/Cosworth-Ford   |
| 1981                                                            | Rick Mears                | Team Penske                | Team Penske/Cosworth-Ford |
| 1982                                                            | Rick Mears                | Team Penske                | Team Penske/Cosworth-Ford |
| 1983                                                            | Al Unser                  | Team Penske                | Team Penske/Cosworth-Ford |
| 1984                                                            | Mario Andretti            | Newman/Haas Racing         | Lola/Cosworth-Ford        |
| 1985                                                            | Al Unser                  | Team Penske                | March/Cosworth-Ford       |
| 1986                                                            | Bobby Rahal               | Truesports                 | March/Cosworth-Ford       |
| 1987                                                            | Bobby Rahal               | Truesports                 | Lola/Cosworth-Ford        |
| 1988                                                            | Danny Sullivan            | Team Penske                | Team Penske/Chevrolet     |
| 1989                                                            | Emerson Fittipaldi        | Patrick Racing             | Team Penske/Chevrolet     |
| 1990                                                            | Al Unser, Jr.             | Galles-Kraco Racing        | Lola/Chevrolet            |
| 1991                                                            | Michael Andretti          | Newman/Haas Racing         | Lola/Chevrolet            |
| 1992                                                            | Bobby Rahal               | Rahal/Hogan Racing         | Lola/Chevrolet            |
| 1993                                                            | Nigel Mansell             | Newman/Haas Racing         | Lola/Cosworth-Ford        |
| 1994                                                            | Al Unser Jr               | Team Penske                | Team Penske/Ilmor         |
| 1995                                                            | Jacques Villeneuve        | Team Green Racing          | Reynard/Cosworth-Ford     |
| 1996                                                            | Jimmy Vasser              | Chip Ganassi Racing        | Reynard/Honda             |
| PPG CART World Series                                           |                           |                            |                           |
| 1997                                                            | Alex Zanardi              | Chip Ganassi Racing        | Reynard/Honda             |
| FedEx Championship Series                                       |                           |                            |                           |
| 1998                                                            | Alex Zanardi              | Chip Ganassi Racing        | Reynard/Honda             |
| 1999                                                            | Juan Pablo Montoya        | Chip Ganassi Racing        | Reynard/Honda             |
| 2000                                                            | Gil de Ferran             | Team Penske                | Reynard/Honda             |
| 2001                                                            | Gil de Ferran             | Team Penske                | Reynard/Honda             |
| 2002                                                            | Cristiano da Matta        | Newman/Haas Racing         | Lola/Toyota               |
| Bridgestone Presents the Champ Car World Series Powered by Ford |                           |                            |                           |
| 2003                                                            | Paul Tracy                | Player's/Forsythe Racing   | Lola/Cosworth-Ford        |
| 2004                                                            | Sébastien Bourdais        | Newman/Haas Racing         | Lola/Cosworth-Ford        |
| 2005                                                            | Sébastien Bourdais        | Newman/Haas Racing         | Lola/Cosworth-Ford        |
| 2006                                                            | Sébastien Bourdais        | Newman/Haas Racing         | Lola/Cosworth-Ford        |
| Champ Car World Series                                          |                           |                            |                           |
| 2007                                                            | Sébastien Bourdais        | Newman/Haas/Lanigan Racing | Panoz/Cosworth            |

### Csapatok
| Csapat                     | Bajnokság | Utoljára |
| -------------------------- | --------- | -------- |
| Team Penske                | 9         | 2001     |
| Newman/Haas/Lanigan Racing | 8         | 2007     |
| Chip Ganassi Racing        | 4         | 1999     |
| Truesports                 | 2         | 1987     |
| Chaparral Racing           | 1         | 1980     |
| Galles-Kraco Racing        | 1         | 1990     |
| Team Green Racing          | 1         | 1995     |
| Rahal/Hogan                | 1         | 1992     |
| Patrick Racing             | 1         | 1989     |
| Player's/Forsythe Racing   | 1         | 2003     |

## Év újonca

### CART Év újonca: (1979–2003)
- 1979 –  Bill Alsup
- 1980 –  Dennis Firestone
- 1981 –  Bob Lazier
- 1982 –  Bobby Rahal
- 1983 –  Teo Fabi
- 1984 –  Roberto Guerrero
- 1985 –  Arie Luyendyk
- 1986 –  Dominic Dobson
- 1987 –  Fabrizio Barbazza
- 1988 –  John Jones
- 1989 –  Bernard Jourdain
- 1990 –  Eddie Cheever
- 1991 –  Jeff Andretti
- 1992 –  Stefan Johansson
- 1993 –  Nigel Mansell
- 1994 –  Jacques Villeneuve
- 1995 –  Gil de Ferran
- 1996 –  Alex Zanardi
- 1997 –  Patrick Carpentier
- 1998 –  Tony Kanaan
- 1999 –  Juan Pablo Montoya
- 2000 –  Kenny Bräck
- 2001 –  Scott Dixon
- 2002 –  Mario Dominguez
- 2003 –  Sébastien Bourdais

### Champ Car World Series Év újonca: (2004–2007)
- 2004 –  A. J. Allmendinger
- 2005 –  Timo Glock
- 2006 –  Will Power
- 2007 –  Robert Doornbos

## Halálos Balesetek
Négy versenyző vesztette életét CART által felügyelt eseményen.
- Jim Hickman – (1982. augusztus 1.), Tony Bettenhausen 200, Milwaukee Mile, edzés.
- Jeff Krosnoff – (1996. július 14.), Molson Indy Toronto, Exhibition Place, verseny.
- Gonzalo Rodríguez – (1999. szeptember 11.), Honda Grand Prix of Monterey, Laguna Seca Raceway, kvalifikáció.
- Greg Moore – (1999. október 31.), Marlboro 500, California Speedway, verseny, 10. kör.